# Callyna fuscantaria
Callyna fuscantaria là một loài bướm đêm trong họ Noctuidae.